# Francesco Balducci Pegolotti
Pour les articles homonymes, voir Balducci.
Francesco Balducci Pegolotti (né v. 1290 - mort en 1347) est un marchand et homme politique florentin qui a écrit un manuel commercial destiné à "ceux qui veulent suivre la route de Venise vers la capitale du Grand Khan en Chine".

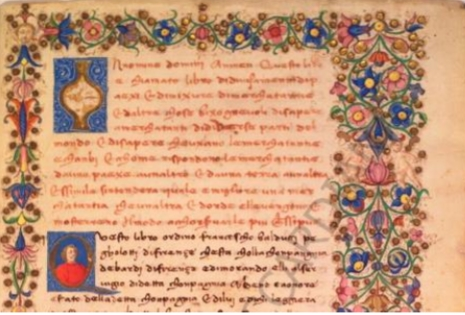
La pratica della mercatura.

## Biographie
Son père, Balduccio Pegolotti, représenta Florence dans les négociations commerciales avec Sienne en 1311. Son frère, Rinieri di Balduccio, fut suspecté de complicité dans la disparition d'une cargaison d'or en 1332.
Francesco Pegolotti  fut un homme d'affaires au service de la Compagnia dei Bardi, et à ce titre résida à Anvers de 1315 à 1317. Il fut directeur du comptoir de Londres de 1317 à 1321, et sous le nom de Balduch est attesté comme ayant traité directement avec le roi Édouard II. Il fut à Chypre de 1324 à 1327, puis de nouveau en 1335. En 1324, à Famagouste, il négocia une réduction des tarifs de douane pour la Compagnia dei Bardi et pour les marchands identifiés comme florentins par le représentant des Bardi dans la cité. En 1335, il obtint du roi arménien de Cilicie des privilèges commerciaux pour Florence. En 1331 et de nouveau en 1342, il fut impliqué dans la politique à Florence comme Gonfalionere di Compagnia. En 1346, il obtint le poste supérieur de Gonfalionere di Giustizia. En 1347, l'effondrement de la Compagnia l'obligea à traiter les conséquences de la faillite.
En 1335 et 1343, il compila l'œuvre pour laquelle il est célèbre, le Libro di divisamenti di paesi e di misuri di mercatanzie e daltre cose bisognevoli di sapere a mercatanti, plus connu sous le nom de La pratica della mercatura. Commençant par un glossaire des termes italiens et étrangers utilisés dans le commerce, la pratica décrit ensuite toutes les grandes villes commerçantes connues des marchands italiens, les produits d'importation et d'exportation de diverses régions, les coutumes commerciales prévalant ces régions, la valeur comparée des monnaies, poids et mesures.
Les routes commerciales les plus distantes décrites par Pegolotti sont celles d'Azov via Astrakhan, Khiva, Otrar et de Kulja à Beijing. Il décrit aussi les routes d'Ayas sur la côte de Cilicie par Sivas, Erzingan et d'Erzurum à Tabriz en Perse.

## Œuvre
- Francesco Balducci Pegolotti, La pratica della mercatura, éd. Allan Evans, Mediaeval Academy of America, Cambridge, Massachusetts, 1936 (lire en ligne).